# Ogiernicze
Ogiernicze (dodatkowa nazwa w j. niem. Legelsdorf) – wieś w Polsce, położona w województwie opolskim, w powiecie prudnickim, w gminie Biała. Historycznie leży na Górnym Śląsku, na ziemi prudnickiej. Położona jest na terenie Kotliny Raciborskiej, będącej częścią Niziny Śląskiej.
W latach 1975–1998 miejscowość należała administracyjnie do ówczesnego województwa opolskiego.
Według danych na 2011 wieś była zamieszkana przez 160 osób.

## Geografia

### Położenie
Wieś jest położona w południowo-zachodniej Polsce, w województwie opolskim, około 13 km od granicy z Czechami, w zachodniej części Kotliny Raciborskiej, tuż przy granicy gminy Biała z gminą Strzeleczki (powiat krapkowicki). Należy do Euroregionu Pradziad. Niska bonitacja gleb.

### Środowisko naturalne
W Ogierniczu panuje klimat umiarkowany ciepły. Średnia temperatura roczna wynosi +8,3 °C. Duże zróżnicowanie dotyczy termicznych pór roku. Średnie roczne opady atmosferyczne w rejonie Ogiernicza wynoszą 611 mm. Dominują wiatry zachodnie.

## Nazwa
W pierwszych wzmiankach wieś występuje pod nazwą ex villa Logewnice. Nazwa Ogiernicze nie znalazła potwierdzenia w dokumentach sprzed II wojny światowej. Polski językoznawca Stanisław Rospond odnalazł w metrykach parafii w Łączniku z lat 1684–1715 zapisy odnoście wsi: złogiewniczou, złogiewnicza, złogiewniczio, wobec czego wywnioskował, że nazwą wsi powinno być Łagiewnicze. Nazwa ta wywodzi się z faktu, że we wsi produkowano łagwie, czyli naczynia do przechowywania napojów. W pisowni niemieckiej nazwę Łagiewnicze zapisywano jako Lagewinitz, a następnie Legelsdorf. Słownik geograficzny Królestwa Polskiego wymienia ją pod polską nazwą Oglewnice i niemiecką Legelsdorf.
W Spisie miejscowości województwa śląsko-dąbrowskiego łącznie z obszarem ziem odzyskanych Śląska Opolskiego wydanym w Katowicach w 1946 wieś wymieniona jest pod polską nazwą Łagiewnice. 9 grudnia 1947 nadano miejscowości nazwę Ogiernicze
W gwarach prudnickich nazwa miejscowości występuje jako Ôgierniczy lub Ogerniczy (odmiana: dzie miyszkył? w Ôg(i)erniczu, w Ôg(i)erniczach; jadã na Ôg(i)erniczy, do Ôg(i)ernicza, do Ôg(i)erniczĕ, do Ôg(i)erniczōw; miyndzy Prudnikã, a Ôgierniczã, Ôgierniczōma).

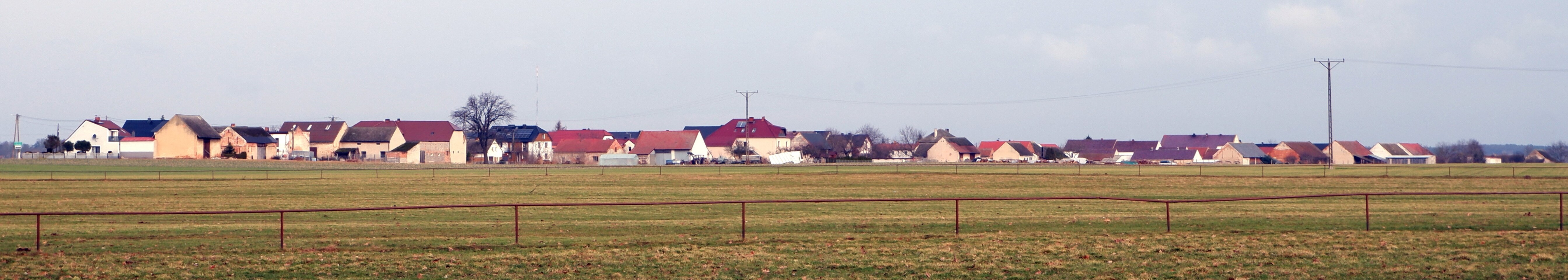
Panorama Ogiernicza od strony Mosznej

## Historia
Istnienie Ogiernicza stwierdzono we wczesnym średniowieczu. Pierwsze źródła pisane wspominające wieś pochodzą z 1679. Była to wieś zagrodnicza.

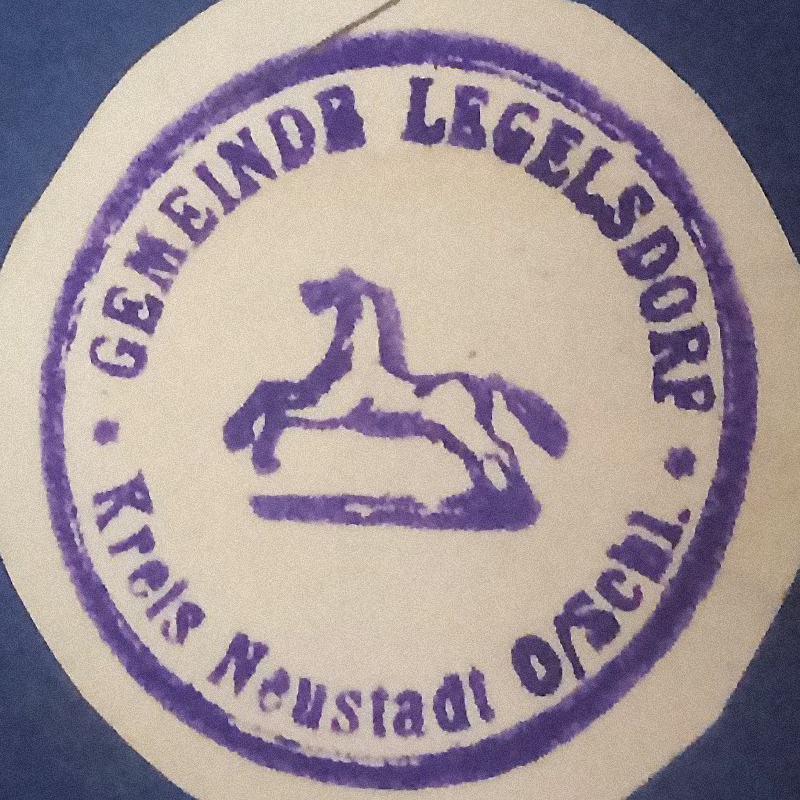
Pieczęć Ogiernicza (1911)

Wieś posiadała swoją własną pieczęć, która przedstawiała w polu ogiera w skoku zwróconego w prawo, a w otoku napis: GEMEINDE LEGELSDORF / Kreis Neustadt O/Schl. (pol. Gmina Ogiernicze / Powiat Prudnicki, Górny Śląsk).

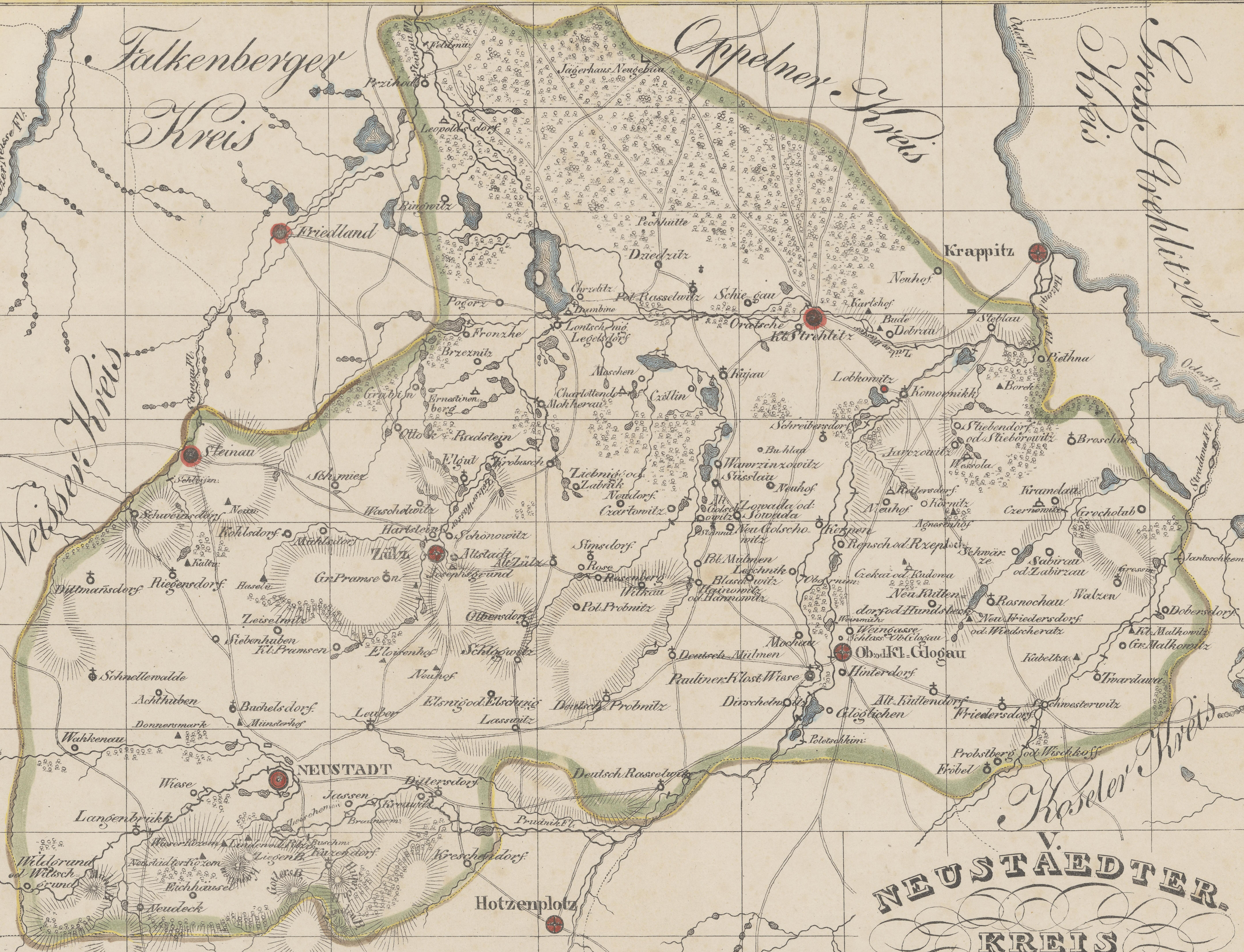
Ogiernicze (Legelsdorf) wśród miejscowości ziemi prudnickiej na mapie z XIX wieku

Według spisu ludności z 1 grudnia 1910, na 226 mieszkańców Ogiernicza wszyscy posługiwali się językiem polskim. W wyborach parlamentarnych w Republice Weimarskiej w 1919 najwięcej głosów w Ogierniczu zdobyli chrześcijańscy demokraci.
W 1921 w zasięgu plebiscytu na Górnym Śląsku znalazła się tylko część powiatu prudnickiego. Ogiernicze znalazło się po stronie wschodniej, w obszarze objętym plebiscytem, w obwodzie nr 9 powiatu prudnickiego. 6 lutego 1921 w Ogierniczu odbył się polski wiec, w którym wzięło udział 700 osób. Uchwalono wówczas rezolucję protestującą przeciw tzw. „emigrantom plebiscytowym”. Kolejny wiec zorganizowano 27 lutego 1921. Do głosowania uprawnionych było w Ogierniczu 199 osób, z czego 125, ok. 62,8%, stanowili mieszkańcy (wszyscy urodzeni w miejscowości). Oddano 193 głosy (ok. 97% uprawnionych), w tym 193 (100%) ważne; za Niemcami głosowały 132 osoby (ok. 68,4%), a za Polską 61 osób (ok. 31,6%).
Podczas II wojny światowej, w marcu 1945 wieś była jedną z miejscowości powiatu prudnickiego, które zostały przystosowane przez Niemców do obrony przed Armią Czerwoną. Została ona otoczona rowem. Zajęli ją zmierzający do Prudnika żołnierze 1 Frontu Ukraińskiego.
W latach 1945–1950 Ogiernicze należały do województwa śląskiego, a od 1950 do województwa opolskiego.
W latach 1952–1954 i 1973–1975 wieś należała do gminy Łącznik.

## Mieszkańcy
Miejscowość zamieszkiwana jest przez mniejszość niemiecką oraz Ślązaków. Mieszkańcy wsi posługują się gwarą prudnicką, będącą odmianą dialektu śląskiego.

### Liczba mieszkańców wsi
- 1871 – 293[28]
- 1885 – 277[29]
- 1905 – 258[30]
- 1910 – 226[15]
- 1933 – 247[31]
- 1939 – 214[31]
- 1966 – 212[32]
- 1998 – 158[33]
- 2002 – 158[33]
- 2009 – 170[33]
- 2011 – 160[33]
- 2013 – 157[34]

## Zabytki

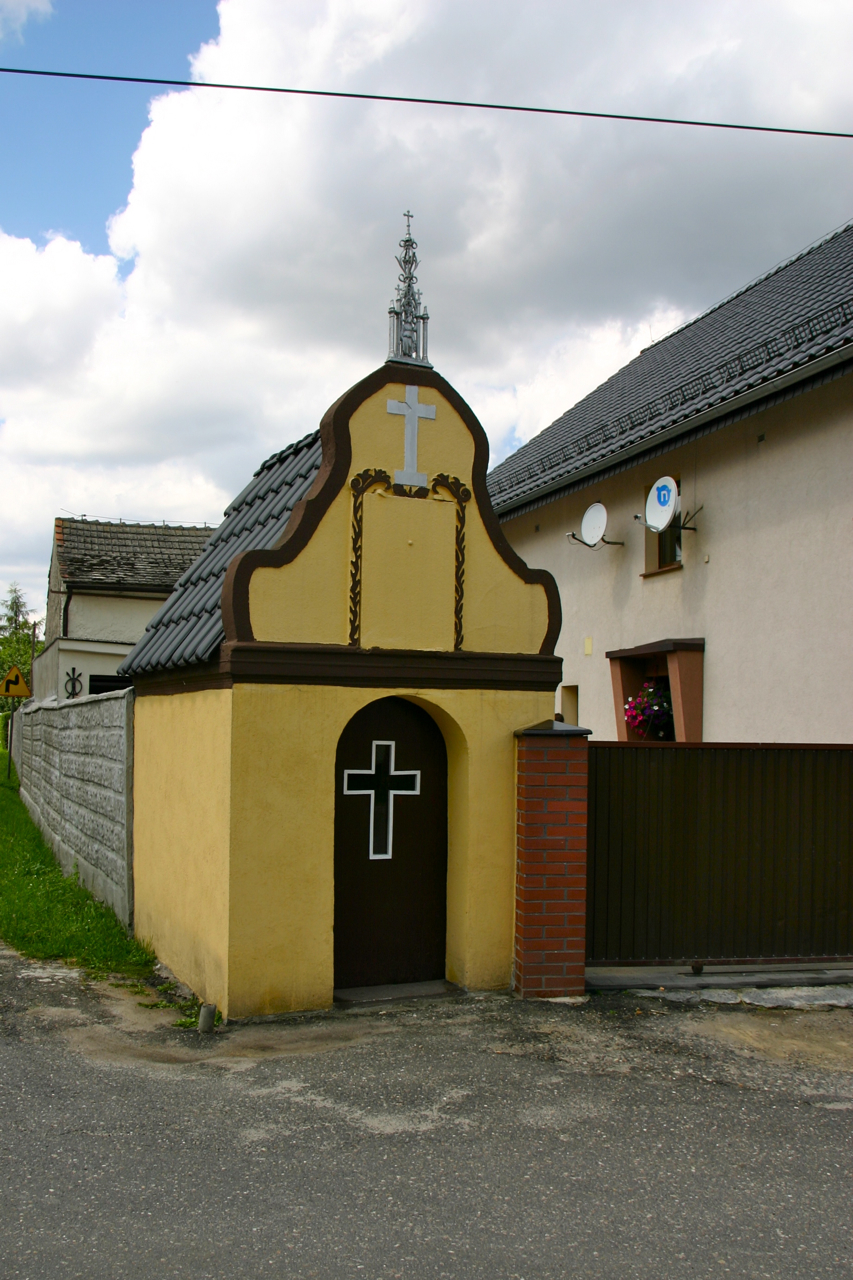
Kapliczka

Zgodnie z gminną ewidencją zabytków w Ogierniczu chroniona jest:
- kapliczka

## Transport
W zarządzie Wydziału Drogownictwa Starostwa Powiatowego w Prudniku znajduje się droga powiatowa nr 1266O relacji Łącznik – Ogiernicze.

## Religia
Katolicy z Ogiernicza należą do parafii Nawiedzenia Najświętszej Maryi Panny w Łączniku (dekanat Biała).

## Turystyka
Oddział PTTK „Sudetów Wschodnich” w Prudniku ustanowił turystyczną Odznakę Krajoznawczą Ziemi Prudnickiej, którą zdobywa się poprzez zwiedzenie odpowiedniej liczby obiektów w miejscowościach położonych na ziemi prudnickiej, w tym w Ogierniczu. Przez Ogiernicze przebiega trasa Kolarskiego Rajdu Dookoła Ziemi Bialskiej, za przejechanie którego PTTK Prudnik przyznaje odznakę.

### Szlaki rowerowe
Przez Ogiernicze prowadzi szlak rowerowy:
- Trasa rowerowa PTTK nr 262-z: Biała – Stare Miasto – Solec – Rostkowice – Gostomia – Nowa Wieś Prudnicka – Urszulanowice – Moszna – Ogiernicze – Łącznik – Chrzelice – Rzymkowice – Pogórze – Frącki – Brzeźnica – Górka Prudnicka – Ligota Bialska – Biała

## Bezpieczeństwo

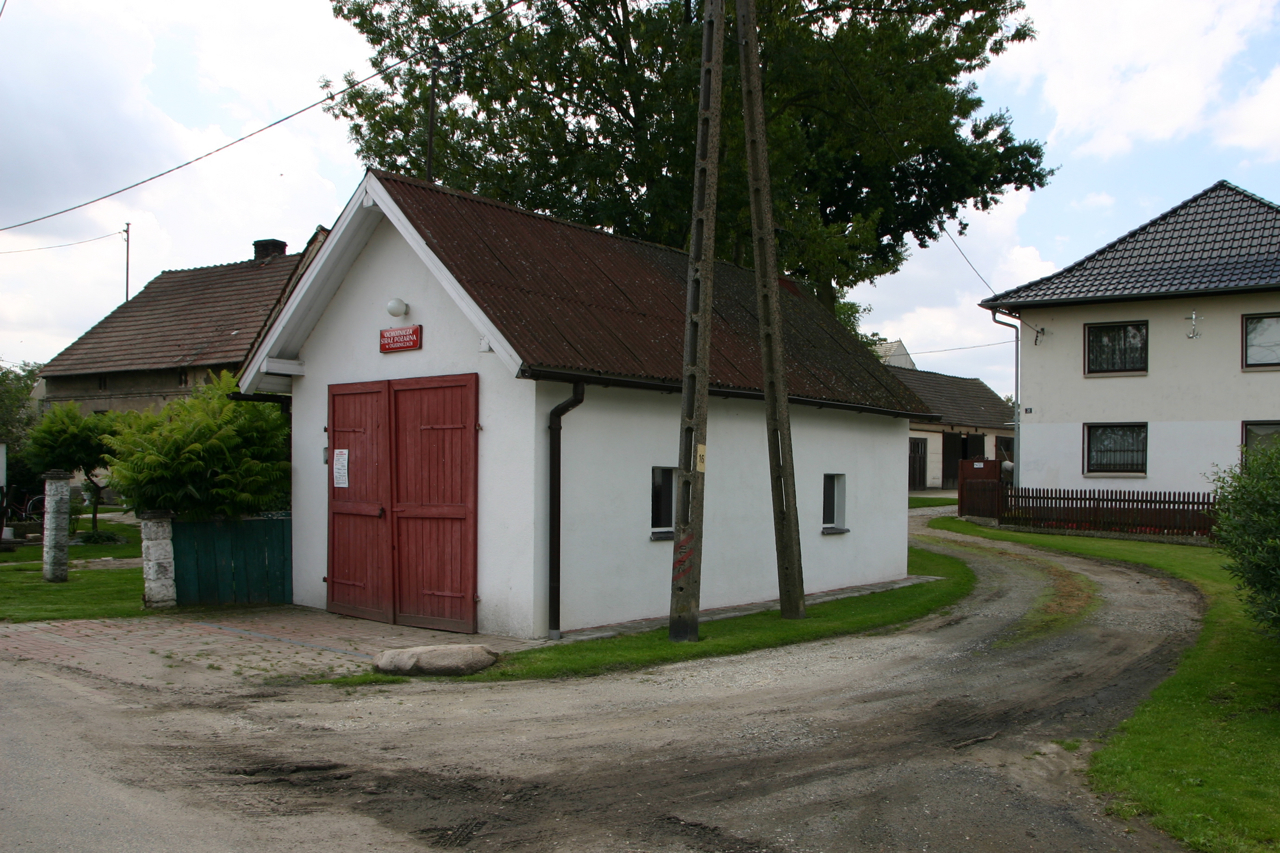
Remiza OSP Ogiernicze

W zakresie ochrony przeciwpożarowej oraz innych miejscowych zagrożeń w Ogierniczu działa jednostka Ochotniczej Straży Pożarnej.
Miejscowość jest pod opieką dzielnicowego rejonu służbowego nr 15 Komendy Powiatowej Policji w Prudniku (Posterunek Policji w Białej).
Teren wsi, jak i całej gminy Biała, położony jest w strefie nadgranicznej w związku z czym Straż Graniczna dysponuje, na tym obszarze, specjalnymi kompetencjami w zakresie bezpieczeństwa. Gminę Biała obejmuje zasięgiem służbowym placówka Straży Granicznej w Opolu ze Śląskiego Oddziału SG.

## Galeria

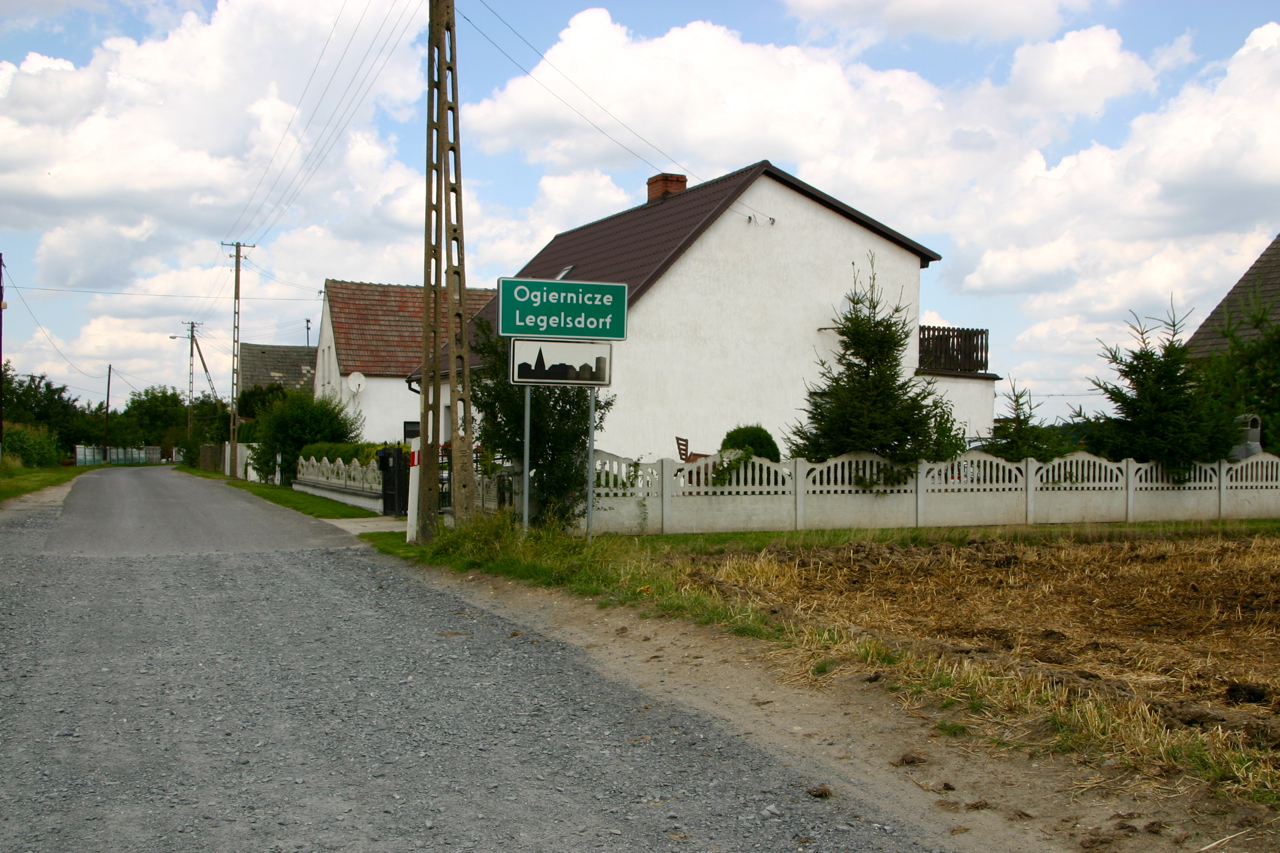
Wjazd do Ogiernicza od strony Mosznej
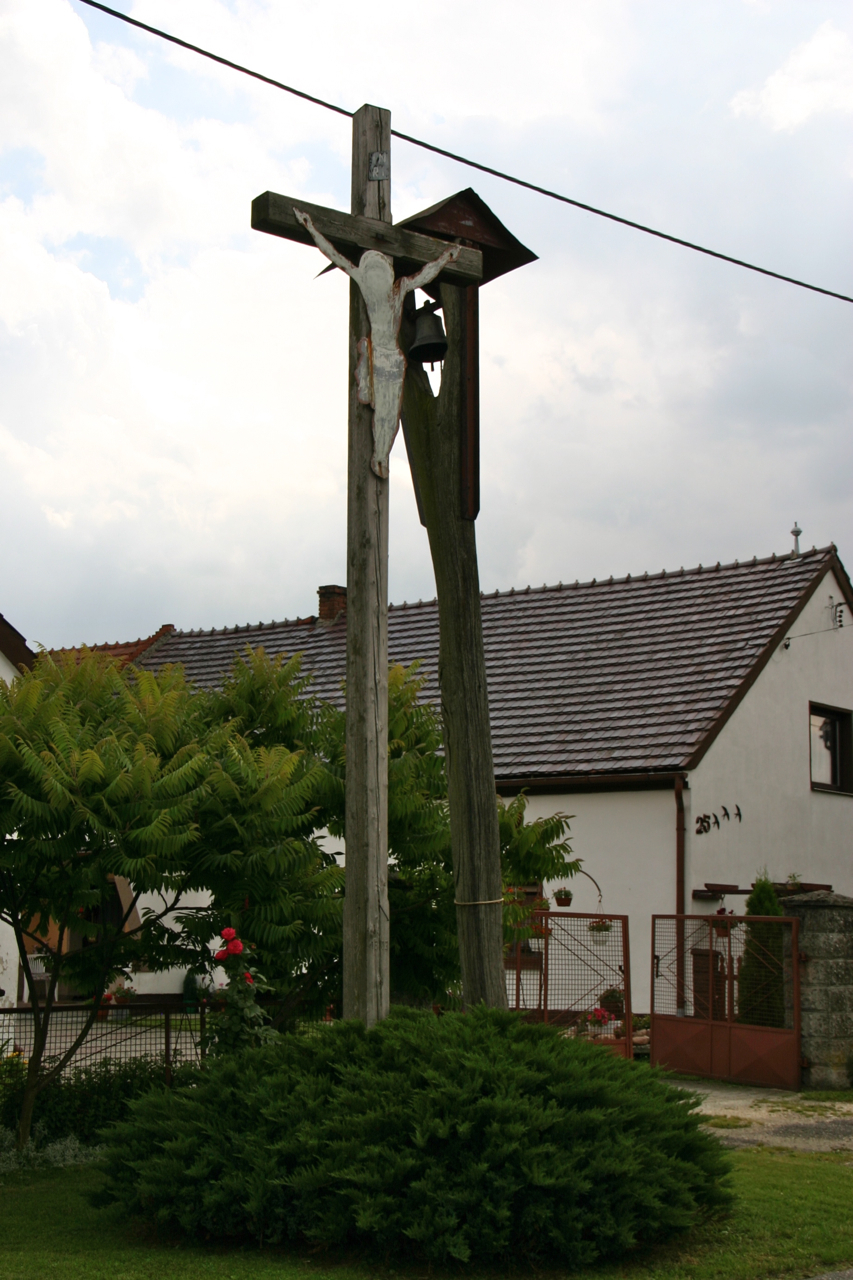
Krzyż przydrożny